# 김현수 (1973년 3월)
김현수(한국 한자: 金鉉洙, 1973년 3월 13일 ~)는 대한민국의 전 축구 선수이자 지도자로 선수 시절 부산 아이파크, 성남 FC, 인천 유나이티드, 전남 드래곤즈, 대구 FC에서 센터백으로 활약했다.

## 축구인 생활

### 선수 생활

#### 부산 대우 로얄즈
1995년 부산 대우 로얄즈에서 선수 생활을 시작했으며 1997년 부산의 3관왕을 이끌었다.

#### 성남 일화 천마
2001년 1월 24일 성남 일화 천마로  이적했다. 성남에서 보낸 첫 시즌에 K리그 베스트 11에 선정되었으며 2003년까지 4년 연속 베스트 11에 선정되었다. 2001년부터 2003년까지 3년 연속 우승을 차지하기도 하였다. 당시 김영철과 센터백 조합을 구성하고, 그 위에 수비형 미드필더인 김상식을 두어 리그 최강의 수비진으로 이름을 떨쳤다.

#### 인천 유나이티드
2004년 2억 5천만원이라는 이적료 아래, 신생팀인 인천 유나이티드로 이적하였다. 김현수는 많은 기대를 받으며 인천 구단의 초대 주장으로 선임되기도 하였다. 당시에는 터키의 2002년 월드컵 대표팀 수비수 알파이 외잘란, 그리고 이상헌과 스리백을 구성했다. 그러나 신생팀이라는 한계에 부딪혀, 팀이 좋은 성적을 거두지는 못했다. 2004년 7월 22일 부산 아이콘스와의 경기에 출전하며, K리그 역대 10번째 프로 통산 300경기 출장한 선수라는 기록을 세웠다. 이에 대하여 인천 구단에서는 공로패를 전달해 주었다. 김현수는 해당 시즌에 전경기 풀타임 출장을 기록하며, 인천의 2004 시즌 선수단 중 최다 출장시간을 보유한 선수이기도 하였다. 2005년 장외룡 감독이 부임하면서, 플레잉 코치로 활약하게 되었다.

#### 전남 드래곤즈
2005년 3월 1일 김현수는 인천의 김우재와 함께 전남 드래곤즈의 이준영, 장경진과 2 : 2 트레이드가 단행되어 이적하였다. 그러나 전남에서는 기회를 많이 받지 못하고, 6개월만에 상호 합의하에 계약을 해지하였다.

#### 대구 FC
전남을 떠난 김현수는 이후 크로아티아 1.HNL의 NK 디나모 자그레브 입단을 타진하였으나, 불발되어 2006년 대구 FC에 입단하였다. 대구에서 2시즌간 활약한 후, 2007년 10월 14일 FC 서울과의 경기를 끝으로 은퇴하였다.

### 플레이 스타일
당시 수비수는 상대의 볼을 탈취하는 데에 적극적인 '파이터 형'과 수비 진영 전체를 컨트롤하고, 볼을 걷어내는 데 주력하는 '커맨더 형'으로 역할이 나뉘었는데, 김현수는 커맨더로써 활약하였다. 또한 인천에 뛰기까지 단 한번의 퇴장을 당하지 않을 정도로, 신사적인 수비수라는 별칭을 받기도 하였다.

### 코치 생활
2008년, 대구 FC U-18팀인 현풍고등학교 축구부 감독이 되었으며, 2012년까지 역임하였다. 이후 2013년 대구 FC, 2014년 경남 FC, 2015년 천안 시청, 2016년 상주 상무에서 코치로 활약하였다.
2017년 1월 31일 K리그 챌린지 서울 이랜드 FC의 코치로 임명되었다. 김현수 코치는 당시 서울 이랜드 감독이었던 김병수의 보좌관 역할로, 감독이 징계 등으로 벤치에 앉지 못했을 때 대신하여 감독 역할을 수행하기도 했다.
2017년 11월 17일 김병수 감독이 자진 사임한 이후, 코치직에서 물러나 수석 스카우터로 보직을 변경하였다.

### 감독 생활
2018년 12월 15일 K리그2 서울 이랜드 FC의 감독으로 임명되었다. 하지만 2019년 서울 이랜드는 12경기에서 1승 5무 6패로 부진했고 김현수는 감독직에서 물러나게 되었다.

### 수상
- K리그 베스트 11 : 2000, 2001, 2002, 2003 선정